# Harpie huppée
Morphnus guianensis
Pour les articles homonymes, voir Harpie (oiseau).
Genre
Espèce
Répartition géographique
Statut de conservation UICN

 NT A3cd+4cd : Quasi menacé
Statut CITES
La Harpie huppée (Morphnus guianensis) est une espèce d'oiseaux de la famille des Accipitridae, la seule du genre Morphnus.
Il peuple les forêts humides ouvertes, ainsi que les forêts galerie et les ravins.